# Robert Wiene
Robert Wiene (ur. 27 kwietnia 1873 we Wrocławiu; zm. 17 lipca 1938 w Paryżu) – niemiecki reżyser filmów niemych.
Robert Wiene urodził się we Wrocławiu. Był synem aktora teatralnego Carla Wiene.
Studiował prawo na Uniwersytecie w Berlinie, a od 1908 zaczął grać niewielkie role w teatrze. W 1912 napisał scenariusz do Die Waffen der Jugend. Jako reżyser zadebiutował w 1914 kręcąc film Arme Eva (Droga Ewa).
Najsłynniejsze dzieło Roberta Wiene to Gabinet doktora Caligari (1920), który zapoczątkował nurt ekspresjonizmu w kinie niemieckim.
Wiene zmarł w Paryżu, dziesięć dni przed ukończeniem produkcji Ultimatum (1938). Pracę nad filmem skończył przyjaciel reżysera, Robert Siodmak.

## Filmografia
Ważniejsze filmy:
- 1920 Genuine
- 1920 Gabinet doktora Caligari
- 1923 Raskolnikow
- 1923 I.N.R.I.
- 1924 Ręce Orlaka
- 1926 Der Rosenkavalier (według opery Richarda Straussa Kawaler srebrnej róży)
- 1930 Der Andere
- 1931 Der Liebesexpress
- 1934 One Night in Venice
- 1938 Ultimatum

## Literatura
- Uli Jung, Walter Schatzberg: Robert Wiene. Der Caligari-Regisseur. Berlin: Henschel 1995, ISBN 3-89487-233-0.
- Das Cabinet des Dr. Caligari. Scenariusz Carla Mayera i Hansa Janowitza do filmu Roberta Wiene z roku 1919/20. W uzupełnieniu esej Siegberta S. Prawera i materiały do filmu autorstwa: Uli Jung i Walter Schatzberg. München: edition text + kritik 1995 (FILMtext - Drehbücher klassischer deutscher Filme, hg. v. Helga Belach und Hans-Michael Bock), 158 S. ISBN 3-88377-484-7.
- Izabela Taraszczuk: Der Expressionismus im deutschen Film: Robert Wienes "Das Cabinet des Dr. Caligari" - Vision eines totalitären Staates oder Halluzinationen eines Geisteskranken? [W:] Augustyn Mańczyk, Paweł Zimniak (red. nauk.): Germanistyka t. 15, Studia i materiały L. Zielona Góra: Wydawnictwo Wyższej Szkoły Pedagogicznej 2000, s. 211-216. ISBN 83-7268-015-9.